# Lac du Tacul
Le lac du Tacul ou ancien lac du Tacul était un petit lac périglaciaire de France situé en Haute-Savoie, à Chamonix-Mont-Blanc, dans le massif du Mont-Blanc.

## Géographie

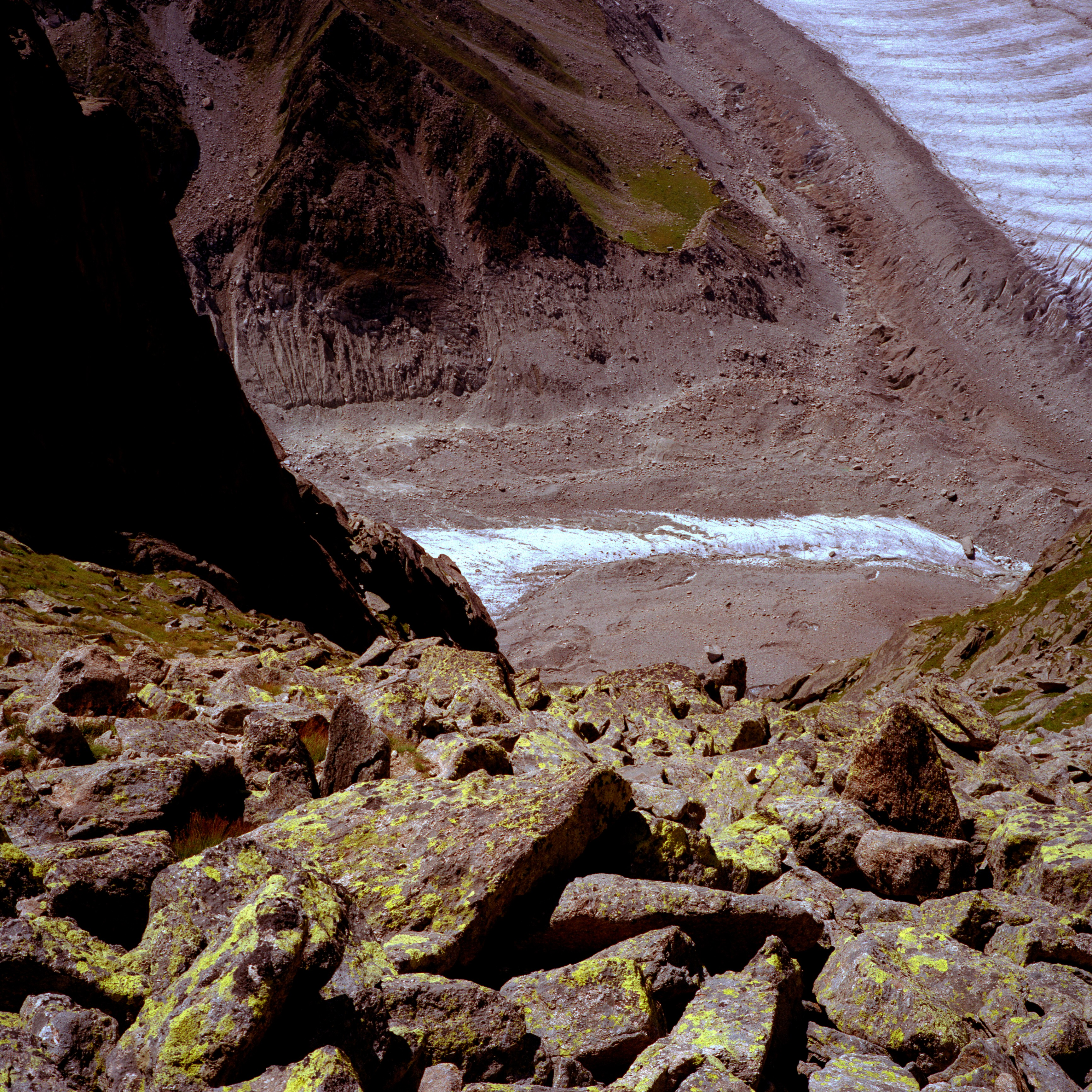
Vue en plongée en 2013 depuis le refuge du Couvercle au nord de l'emplacement du lac du Tacul à la jonction des deux moraines et dont la terrasse lacustre est visible là où s'est installée une pelouse alpine.

Le lac est situé à la confluence des glaciers de Leschaux venant du sud-est et du Tacul venant du sud et qui donnent naissance à la Mer de Glace sui se dirige vers le nord-nord-ouest,. Il se loge dans le creux formé par les moraines latérales des deux glaciers qui confluent ici pour former une moraine médiane, au pied de l'aiguille du Tacul située au sud-est (3 444 mètres), à près de 2 200 mètres d'altitude,.

## Histoire

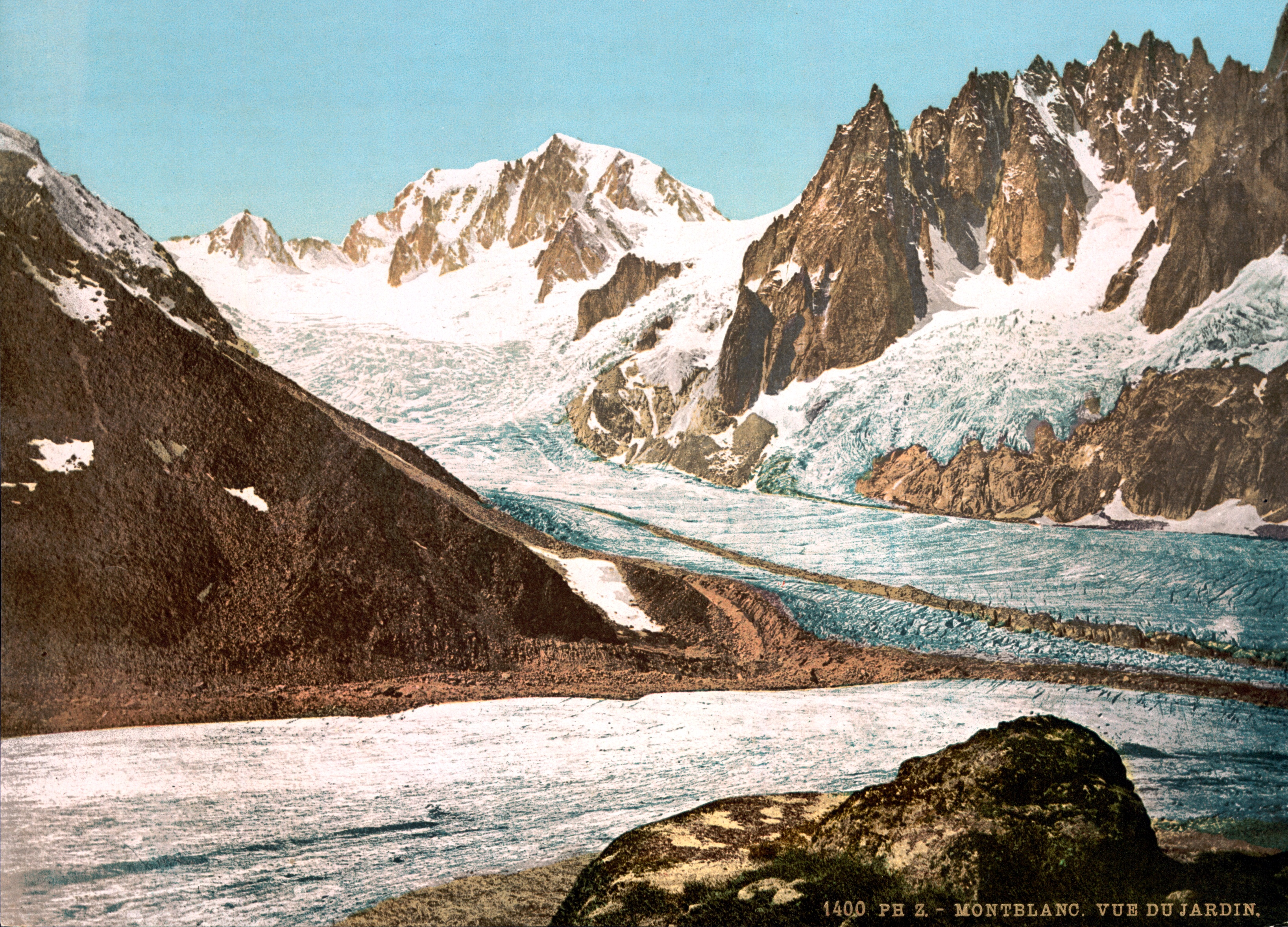
Vue à la fin du XIXe siècle depuis le Jardin de Talèfre au nord-est des glaciers de Leschaux, du Tacul et du Géant dominés par le mont Blanc du Tacul avec l'emplacement du lac du Tacul à la jonction des moraines.

Alimenté par les eaux de fonte des deux glaciers et de la neige au printemps, il se vide à plusieurs reprises au cours des siècles — son existence est déjà mentionnée du temps de Saussure — et ne réapparait pas à partir du début du XXe siècle,. L'une de ses vidanges les mieux documentées, celle du 13 août 1819, entraîne des inondations dans la vallée de Chamonix par le gonflement des eaux de l'Arveyron puis de l'Arve.
Des dépôts lacustres visibles dans les moraines latérales des deux glaciers en constituent les vestiges.